# Колестате
Колестате је насеље у Италији у округу Терни, региону Умбрија.
Према процени из 2011. у насељу је живело 398 становника. Насеље се налази на надморској висини од 355 м.